# ウォーニング (曲)
「ウォーニング」（Warning）は、アメリカのロックバンド、グリーン・デイの楽曲。バンドの6枚目のアルバム『ウォーニング』に収録。アルバムからセカンドシングルとしてカットされ、アメリカビルボードのホット・メインストリーム・ロックチャートで24位を記録した。
作詞はビリー・ジョー・アームストロング、作曲はグリーン・デイ。

## 概要
ビリーによるギター、トレ・クールによるドラム、マイク・ダーントによるベースによるバンドサウンドで演奏される。バンドのコンピレーション・アルバム『インターナショナル・スーパーヒッツ!』にも収録されている。
この曲には、プロモーション・ビデオが制作され、DVD『インターナショナル・スーパーヒッツ・ビデオ!』で視聴できる。

## 日本盤収録曲
1. ウォーニング - "Warning"
2. スカムバッグ - "Scumbag"
3. アウトサイダー - "Outsider" （ラモーンズのカヴァー）
4. アイ・ドント・ウォント・トゥ・ノウ・イフ・ユー・アー・ロンリー -
"I Don't Want to Know If You Are Lonely" （ハスカー・ドゥのカヴァー）

## 収録アルバム
| 曲名         | アルバム         | 発売日        | 備考                  |
| ------------ | ---------------- | ------------- | --------------------- |
| ウォーニング | 『ウォーニング』 | 2000年9月20日 | 6thオリジナルアルバム |